# Soyouz TM-21

## Équipage

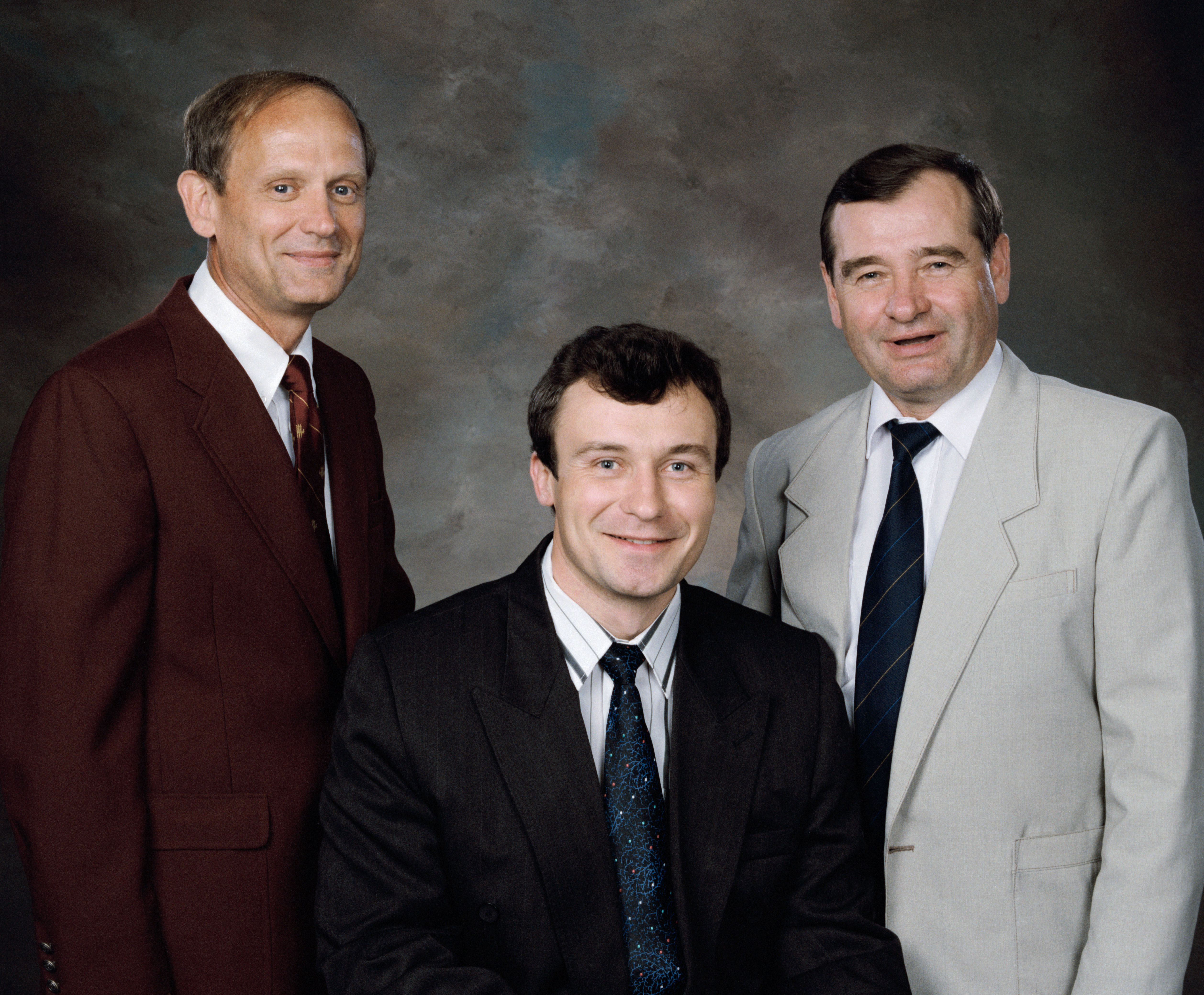
Thagard, Dezhurov et Strekalov

Décollage :
- Vladimir Dezhurov (1)
- Gennady Strekalov (6)
- Norman Thagard (5) des États-Unis

Atterrissage :
- Anatoly Solovyev (4)
- Nikolai Budarin (1)

## Points importants
21e expédition vers Mir.